# Melodifestivalen 1998
La edición de 1998 del Melodifestivalen tuvo el lugar el 14 de marzo de 1998 en Malmö. Los presentadores fueron Pernilla Månsson y Magnus Karlsson.
Antes del festival, hubo un pequeño conflicto en relación con el tema "Julia", y quien sería su intérprete, ya que se barajaba entre Arja Saijonmaa o Myrra Malmberg. Finalmente fue ésta, a pesar de que la primera contaba con gran popularidad en el país.
Tras el festival el Aftonbladet, un famoso periódico sueco, publicó que la canción "Avundsjuk" de Nanne Grönvall había sido la vencedora de una encuesta telefónica que había llevado a cabo entre sus lectores.
| Nr. | Artista            | Canción                 | Texto/Música                                                   | Puntos | Posición |
| --- | ------------------ | ----------------------- | -------------------------------------------------------------- | ------ | -------- |
| 1   | Annika Fehling     | När en stjärna faller   | Annika Fehling                                                 | -      | -        |
| 2   | B.I.G.             | Ingen annan väg         | Peo Thyrén, Richard Evenlind, Erika Evenlind y Stefan Almqvist | 52     | 2        |
| 3   | Elisabeth Melander | Ta dej tid              | Margareta Nilsson y Gertrud Hemmel                             | -      | -        |
| 4   | Nanne Grönvall     | Avundsjuk               | Peter Grönvall y Nanne Grönvall                                | 35     | 4        |
| 5   | Linda Eriksson     | Bara månen får se       | Torgny Söderberg                                               | -      | -        |
| 6   | Helena Eriksson    | Kärleken finns överallt | Frank Ådahl                                                    | -      | -        |
| 7   | Fredrik Karlsson   | Långsamma timmar        | Fredrik Karlsson y Peter Svensson                              | -      | -        |
| 8   | Myrra Malmberg     | Julia                   | Claes Andreasson y Torbjörn Wassenius                          | 38     | 3        |
| 9   | Black-Ingvars      | Cherie                  | Stephan Berg                                                   | 34     | 5        |
| 10  | Jill Johnson       | Kärleken är             | Bobby Ljunggren, Håkan Almqvist y Ingela Forsman               | 62     | 1        |

## Sistema de Votación
| Artista       | Luleå | Örebro | Umeå | Norrk. | Falun | Karls. | Sunds. | Växjö | Estoc. | Gotem. | Malmö | Total | Posición |
| ------------- | ----- | ------ | ---- | ------ | ----- | ------ | ------ | ----- | ------ | ------ | ----- | ----- | -------- |
| B.I.G.        | 8     | 6      | 6    | 4      | 6     | 2      | 4      | 4     | 2      | 2      | 8     | 52    | 2        |
| Nanne         | 1     | 1      | 1    | 6      | 2     | 4      | 6      | 2     | 4      | 4      | 4     | 35    | 4        |
| Myrra         | 4     | 4      | 2    | 1      | 1     | 8      | 2      | 8     | 1      | 6      | 1     | 38    | 3        |
| Black-Ingvars | 2     | 2      | 8    | 2      | 4     | 1      | 1      | 1     | 6      | 1      | 6     | 34    | 5        |
| Jill Johnson  | 6     | 8      | 4    | 8      | 8     | 6      | 8      | 6     | 8      | 8      | 2     | 72    | 1        |